# Parapristipoma macrops
Parapristipoma macrops és una espècie de peix pertanyent a la família dels hemúlids.

## Descripció
- Pot arribar a fer 40 cm de llargària màxima.[6][7]

## Hàbitat
És un peix marí, demersal i de clima tropical que viu entre 10 i 100 m de fondària a la plataforma continental.

## Distribució geogràfica
Es troba a l'Atlàntic oriental: Angola.

## Observacions
És inofensiu per als humans.